# 오포읍
오포읍(五浦邑)은 2022년 8월 31일까지 경기도 광주시의 서남부에 있었던 읍이었다. 현재는 오포1,2동, 신현동, 능평동으로 분동되어 폐지되었다. 조선시대 경안천을 중심으로 하여 다섯 곳에 보(洑)가 있다 하여 붙여진 이름이다.

## 역사
- 1360년 조선조 건국 후 경안천을 중심으로 5개의 보(역말, 양촌, 허산이, 딴뫼, 구머니)가 형성되고 있어 오포라고 칭함
- 1910년 면제도를 실시 오포면이라 호칭하고, 법정리 8개리를 관장하였음
- 1910년 면청사를 고산리 438번지에 신축하여 면정을 수행
- 1925년 면청사가 을축년 대홍수로 유실되어 고산리 438번지에 신축하여 면정을 수행
- 1954년 면청사를 고산리 254번지에 신축하여 현재에 이름
- 1973년 7월 1일 : 행정구역 개편으로 목리가 광주읍에 편입되어 법정리 7개리가 됨[1]
- 1979년 면청사를 1층 45평, 2층 15평으로 증개축
- 1984년 면회의실 2층 30평 증축
- 1985년 행정구역 개편으로 신현1,2리에서 3,4리로 분리되어 행정리 20개리로 됨
- 1987년 행정구역 개편으로 능평2리가 분리되어 행정리 21개리가 됨
- 1989년 면청사 1층 14.5평, 2층 14.5평 증축
- 1990년 면창고 40평 개축, 면 복지회관 205평 신축
- 1991년 면회의실 3층 59평 증축, 중대본부 20평 신축
- 1997년 행정구역 개편으로 문형3리가 분리되어 행정리 22개리가 됨
- 2001년 광주시로 승격. 오포면이 오포읍으로 승격되었음
- 2003년 4월 14일 행정구역 개편으로 능평4리가 분리되어 행정리 23개리가 됨
- 2006년 10월 23일 읍청사를 고산리 254번지에서 추자리 102-16 (당시 산6-4) 번지로 신축이전[2]
- 2006년 3월 27일 주민등록 인구 5만명 돌파
- 2011년 5월 20일 주민등록 인구 6만명 돌파
- 2011년 12월 30일 오포읍 양벌8리 증설하여 행정 30개리로 조정
- 2013년 7월 11일 주민등록 인구 7만명 돌파
- 2015년 2월 2일 주민등록 인구 8만명 돌파
- 2016년 7월 7일: 신현리, 능평리를 구역으로 오포읍 출장소 설치
- 2016년 7월 주민등록 인구 9만명 돌파
- 2018년 8월 주민등록 인구 10만명 돌파
- 2020년 5월 주민등록 인구 11만명 돌파
- 2022년 9월 1일에 오포읍을 폐지하고, 4개 행정동(고산·문형·추자리 → 오포1동, 양벌·매산리 → 오포2동, 신현리 → 신현동, 능평리 → 능평동)으로 분동하였다.[3][4] 오포읍 행정복지센터는 오포1동 행정복지센터가, 오포읍출장소는 능평동 행정복지센터가 되었다.

## 법정리, 행정리 및 자연마을
- 고산리(高山里, 1-4리)
  - 고잠동(高岑洞, 고재미), 구미동(龜尾洞, 구미말), 허산리(許山里, 허산이)
- 신현리(新峴里, 1-9리)
  - 신촌(新村, 새말), 태현(台峴, 태재), 동막골(東幕), 퉁점골
- 능평리(陵平里, 1-8리)
  - 능곡(陵谷, 능골), 창평(倉坪, 창들), 용산곡(龍山谷, 용상골), 차곡(車谷, 수레실)
- 문형리(文衡里, 1-7리): 용인시 모현읍의 동서를 왕래하려면, 이곳을 통과해야 한다.
  - 문현동(文顯洞, 되침이), 휴곡리(鵂谷里, 봉골), 진해촌(眞海村, 참바대), 중간말
- 추자리(楸自里, 1-2리): 읍사무소 소재지
  - 추곡리(楸谷里, 가래울), 자작동(自作洞, 자작이)
- 매산리(梅山里, 1-4리)
  - 매곡동(梅谷洞, 매짜리), 독산동(獨山洞, 딴뫼), 외곡동(外谷洞, 구머니, 밧골)
- 양벌리(陽伐里, 1-10리)
  - 양촌(陽村),  벌리(筏里, 벌말, 새터), 둔전말(屯田)

## 교육
- 초등학교
  - 오포초등학교
  - 광주매곡초등학교
  - 광주광명초등학교
  - 신현초등학교
  - 양벌초등학교
  - 고산하늘초등학교
- 중학교
  - 신현중학교
  - 매양중학교
- 대학교
  - 세계사이버대학

## 문화재
- 김자수선생묘 - 경기도 기념물 제98호
- 김균선생묘 - 경기도 기념물 제105호